# The King of the Kitchen
The King of the Kitchen é um filme mudo em curta-metragem norte-americano de 1918, do gênero comédia, dirigido por Frank Griffin e estrelado por Oliver Hardy.

## Elenco
- Harry Gribbon - O chefe
- Rosa Gore - (como Rose Gore)
- Eva Novak
- May Emory - (como Mae Emory)
- Billy Armstrong
- Oliver Hardy - (como Babe Hardy)
- Merta Sterling